# Stuart Taylor Motorsport
Stuart Taylor Motorsport ist ein britischer Hersteller von Automobilen.

## Unternehmensgeschichte
Ian Gray gründete 1998 das Unternehmen in Ilkeston in der Grafschaft Derbyshire. Er begann mit der Produktion von Automobilen und Kits. Der Markenname lautet Stuart Taylor. Insgesamt entstanden bisher rund 500 Exemplare.

## Fahrzeuge
Das erste Modell war der MK 1. Dies war die Nachbildung des Austin-Healey Sprite der ersten Generation. Ein von Ivan Gilmore entworfener Spaceframe-Rohrrahmen bildete die Basis. Darauf wurde eine offene Karosserie aus Fiberglas montiert. Der Motor kam von Ford. Dieses Modell entstand von 1998 bis 1999 und blieb ein Einzelstück.
Nächstes Modell war der Loco. Dies war ein Fahrzeug im Stil des Lotus Seven. Verschiedene Motoren trieben die Fahrzeuge an. Seit 2007 setzt Aries Motorsport die Produktion unter eigenem Markennamen als Aries STM Loco fort. Bisher entstanden von diesem Modell bei beiden Herstellern zusammen etwa 350 Exemplare.
2001 übernahm Stuart Taylor Motorsport von Midtec Sports Cars die Produktion eines Modells, entwickelte einen neuen Rohrrahmen  und brachte es als Midtec Spyder auf den Markt. Dies war ein offener Zweisitzer. Der Motor war längs hinter den Sitzen montiert. Verschiedene V2-Motoren aus Motorrädern trieben die Fahrzeuge an. Midway Sports Cars setzte die Produktion von 2005 bis 2006 unter eigenem Markennamen als Midway Midtec fort. Von diesem Modell entstanden bei allen Herstellern zusammen etwa 32 Exemplare.
2003 begann die Produktion des Modells Phoenix in den Ausführungen als Mk 1 und Mk 2. Dieses Modell wurde von Sylva Autokits übernommen, die es zuvor als Sylva Striker vermarkteten. Auch dies war ein offener Zweisitzer. Cyana Cars und Rainbird Racing setzten die Produktion später fort, wobei die Markennamen unklar sind. Diese Modelle fanden etwa 130 Käufer, wiederum bezogen auf alle Hersteller dieser Modelle.
Seit 2005 steht der Pulsar im Sortiment. Dies ist ein offener Rennsportwagen. Vorherige Hersteller waren Midas Racing Services, Brace Engineering und Pulsar Sportscars. Phil Alcock ist beteiligt. Verschiedene Motorradmotoren treiben die Fahrzeuge an. Von diesem Modell entstanden bei den diversen Herstellern zusammen bisher etwa 15 Fahrzeuge.
Seit 2008 gibt es den einsitzigen Rennwagen F 1-67. Er ist inspiriert von einem Formel-1-Rennwagen von Honda Racing F1 aus den 1960er Jahren. Ein V8-Motor von General Motors treibt die Fahrzeuge an. Das Modell ist nicht als Bausatz erhältlich und fand bisher etwa fünf Käufer.
Außerdem gibt es den ST-MX 11, einen offenen Rennsportwagen im Stil der 1950er Jahre mit Motor vom Mazda MX-5 und den RA-302, der dem Rennwagen Honda RA302 von 1968 nachempfunden ist.